# 杂粮
杂粮通常是指水稻、小麦、玉米和大豆以外的粮豆作物，主要包括各种谷类（高粱、糜子、燕麦、大麦、青稞）、拟谷类（荞麦、藜麦、苋属如尾穗苋、繁穗苋、千穗谷）、甘薯，以及普通菜豆、绿豆、小豆、蚕豆和豌豆等。日语中的狭义指杂穀，广义指杂粮。